# DEX (企業)
株式会社DEX（デックス）は光コラボレーションモデル「クイック光」やインターネットサービスプロバイダ「MOUインターネット」の運営を中心に個人、あるいは法人に対し情報通信分野においてサービスを展開する企業である。

## 概要
平成13年5月9日に設立したインターネット接続サービスを事業の1つとしている会社で、代表取締役は福岡 寛記。従業員数は非正規を含め234名（2017年2月現在）で東京都新宿区西新宿3-2-4　新和ビルディング4階に本社を構え、札幌、福岡、仙台の3拠点に支店を持つ。 
情報ネットワークの分野において、MOUと呼ばれるインターネットプロバイダサービスとクイック光と呼ばれる光回線とプロバイダを1つにしたパッケージサービスを販売している。
取引先はNTT西日本・東日本の他にソースネクストなど。ソースネクストとは2016年から提携し、同社が提供するサービス「超ホーダイ」と呼ばれるパソコンソフトの月額使い放題サービスをDEXが「クイック光」のオプションとして販売。「アプリホーダイ」という名称で、月額550円で提供している。

## 沿革
- 2001年(平成13年)5月- 会社設立
- 2008年(平成20年)9月- ISP（インターネットサービスプロバイダ）事業を開始。
- 2016年(平成28年)4月- ソースネクスト株式会社のサービスを販売開始。

## サービス

### ネットワークコミュニケーション事業
- インターネットサービスプロバイダ MOU
- 光コラボレーションモデル クイック光

### SR事業
- 映像サービス　クイックシアターwith U-NEXT
- インターネットセキュリティ（KINHSOFT AntiVirusとKINGSOFT System Defender がパックになったサービス。）
- リモート設定サポート（午前10時から午後7時まで、年中無休でサポート）
- あんしん保証